# La Berra
La Berra är ett berg i Schweiz.   Det ligger i distriktet Gruyère och kantonen Fribourg, i den sydvästra delen av landet, 40 km sydväst om huvudstaden Bern. Toppen på La Berra är 1 719 meter över havet, eller 306 meter över den omgivande terrängen. Bredden vid basen är 5,9 km.
Terrängen runt La Berra är huvudsakligen kuperad, men åt sydost är den bergig. Runt La Berra är det glesbefolkat, med 17 invånare per kvadratkilometer.. Närmaste större samhälle är Fribourg, 14,2 km norr om La Berra. 
I omgivningarna runt La Berra växer i huvudsak blandskog.